# Anej
Anej je moško osebno ime.

## Izvor imena
Ime Anej izhaja iz latinskega imena Annaeus. To skušajo razložiti z grško besedo ανεω (áneō) v pomenu »molče, mirno, tiho«. Prvotni pomen imena Anej bi bil torej »kdor molči, molčečnež«.

## Različice imena
- moške različice imena: Aneej, Aneei, Anejc, Aneo, Anjo
- ženski različici imena: Anea, Aneja

## Pogostost imena
Po podatkih Statističnega urada Republike Slovenije je bilo na dan 31. decembra 2007 v Sloveniji število moških oseb z imenom Anej: 933. Med vsemi moškimi imeni pa je ime Anej po pogostosti uporabe uvrščeno na 172. mesto.

## Osebni praznik
V koledarju bi ime Anej lahko uvrstili k imenu Ana.